# Khu kinh tế ven biển Quảng Yên
Khu kinh tế ven biển Quảng Yên nằm ở phía Tây Nam tỉnh Quảng Ninh được thành lập theo Quyết định số 29/2020/QĐ-TTg  có hiệu lực từ 15/11/2020.

## Khái quát
Khu kinh tế ven biển Quảng Yên nằm ở phía Tây Nam tỉnh Quảng Ninh, bao gồ khu phức hợp đô thị, công nghiệp, công nghệ cao tại thành phố Uông Bí và thị xã Quảng Yên  6.403,7 ha và Khu dịch vụ cảng biển, cảng biển, công nghiệp và đô thị Đầm Nhà Mạc thuộc thị xã Quảng Yên 6.899,3 ha.
Định hướng trong tương lai, khu kinh tế ven biển Quảng Yên xây dựng cơ sở hạ tầng từ 2020-2021, xây dựng hệ thống kết cấu hạ tầng và các khu chức năng từ 2021-2025 và đồng bộ kết cấu hạ tầng hình thành đô thị thông minh. từ 2026-2035.